# Norddeutsche Fußballmeisterschaft 1909/10

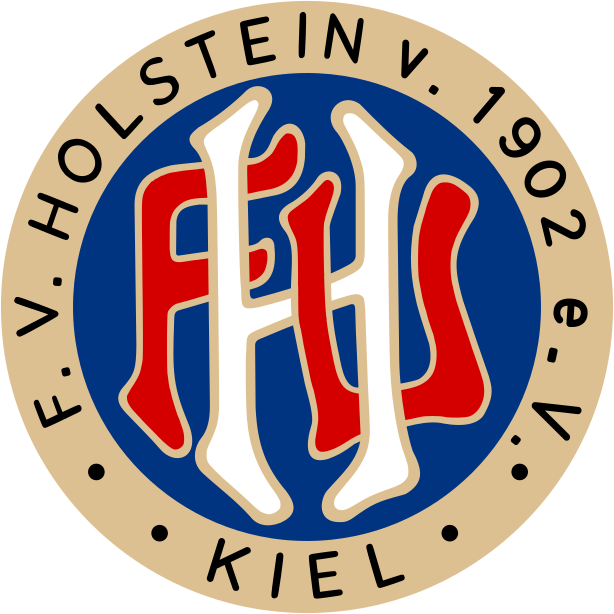
Logo von Holstein Kiel

Die norddeutsche Fußballmeisterschaft 1909/10 war der fünfte vom Norddeutschen Fußball-Verband organisierte Wettbewerb. Sieger wurde Holstein Kiel. In der Endrunde um die deutsche Meisterschaft erreichten die Kieler das Finale, welches gegen den Karlsruher FV mit 0:1 nach Verlängerung verloren wurde.

## Teilnehmer
| Bezirk         | Teilnehmer                 |
| -------------- | -------------------------- |
| Braunschweig   | Eintracht Braunschweig     |
| Bremen         | Werder Bremen              |
| Hamburg-Altona | Altona 93                  |
| Hannover       | Hannover 96                |
| Kiel-Lübeck    | Holstein Kiel              |
| Mecklenburg    | Internationaler FC Rostock |
| Oldenburg      | Frisia Wilhelmshaven       |
| Schleswig      | Heider FC                  |

Im Bezirk Altmark wurde auch in diesem Jahr kein Meister ermittelt. Der NFV trat nunmehr das Gebiet ab 1910/11 an den VMBV ab.

## Ergebnisse

### Viertelfinale
Gespielt wurde am 27. März 1910 (Holstein – IFC Rostock auf neutralem Platz in Lübeck). Der Schleswiger Meister trat auch in diesem Jahr nicht an, so dass Altona 93 kampflos weiter kam.
|                        | Ergebnis    |                            |
| ---------------------- | ----------- | -------------------------- |
| Holstein Kiel          | 12:20       | Internationaler FC Rostock |
| Werder Bremen          | 4:3         | Frisia Wilhelmshaven       |
| Eintracht Braunschweig | 2:1 n. V.   | Hannover 96                |
| Altona 93              | ohne Gegner |                            |

### Halbfinale
Gespielt wurde am 3. April 1910.
|               | Ergebnis |                        |
| ------------- | -------- | ---------------------- |
| Holstein Kiel | 5:1      | Altona 93              |
| Werder Bremen | 1:0      | Eintracht Braunschweig |

### Finale
Gespielt wurde am 10. April 1910 in Hamburg (Victoria-Platz).
|               | Ergebnis |               |
| ------------- | -------- | ------------- |
| Holstein Kiel | 7:1      | Werder Bremen |

Sieger: Rudolf Friese – Fred Werner, Karl Rempka – Paul Lehnhardt, Georg Krogmann, Hans Reese – Helmut Bork, Hans Dehning, Willi Zincke, Willi Fick, Carl Lafferenz
Tore: 0 0:1 unbekannt, 1:1 Fick, 2:1 Fick, 3:1 Fick, 4:1 Fick (Handelfmeter), 5:1 Fick (Handelfmeter), 6:1 Dehning, 7:1 Lafferenz